# 八面體棋
八面體棋（Oktaeder），是Detlef Kessler在2001年推出的兩人棋類遊戲。遊戲過程是將球體堆成一座八面體。

## 棋具
- 棋盤為立體狀，為透明塑膠的四面錐體，一面缺空，如漏斗狀，長寬皆為7顆球體。

- 棋子為球形體，共有兩色。兩人時每方擁有116顆。

## 規則
- 空秤開局。

- 玩家每回合把一顆己棋從手中放在棋盤。當主動造成正好4顆同色棋珠連成縱橫斜線，該玩家立即得1分。

- 當完成7*7*7八面體時，遊戲結束，高分者勝[1]。

## 變體
同年作者推出吉薩棋（Giseh!），差別在平面棋盤，挖有為8*8的半球洞，洞中可以剛好置入一顆球體，遊戲過程會將球體堆成一座四面錐。每方擁有102顆；4人時每方77枚。